# 比古爾丹灣
比古爾丹灣是南極洲的海灣，位於葛拉漢地西岸，處於普爾夸帕島和阿羅史密斯半島西南部之間，長19公里、寬3公里，由讓-巴蒂斯特·夏古率領的法國探險隊發現。
67°33′S 67°23′W / 67.550°S 67.383°W